# Егизкара
Егизкара (каз. Егізқара) — село в Сауранском районе Туркестанской области Казахстана. Входит в состав Сауранского сельского округа. Код КАТО — 512647200.

## Население
В 1999 году население села составляло 103 человека (51 мужчина и 52 женщины). По данным переписи 2009 года, в селе проживал 101 человек (52 мужчины и 49 женщин).